# Rue du Pré-aux-Clercs
La rue du Pré-aux-Clercs est une voie située dans le quartier Saint-Thomas-d'Aquin du 7e arrondissement de Paris.

## Situation et accès
Située dans le quartier Saint-Thomas-d'Aquin la rue du Pré-aux-Clercs débute au 9, rue de l'Université et se termine au 12, rue Perronet et 14, rue Saint-Guillaume.
Le quartier est desservi par la ligne 12 à la station Rue du Bac.

## Origine du nom
Elle porte ce nom en référence au célèbre Pré-aux-Clercs voisin où se déroulaient les duels.

## Historique
À la Renaissance, les protestants s'établissent dans le faubourg Saint-Germain, hors des murs de Paris. Le 13 mai 1558, ils s'y rassemblent en nombre pour chanter les psaumes du Psautier huguenot,,.

### Avant 1650: lieu de promenade des clercs et de duels
Avant son ouverture, l'emplacement occupé par cette rue était une partie de l'ancien Pré-aux-Clercs qui s'étendait depuis l'abbaye de Saint-Germain-des-Prés jusqu'aux Invalides, englobant les rues du Bac, de l'Université, Jacob et de Seine.

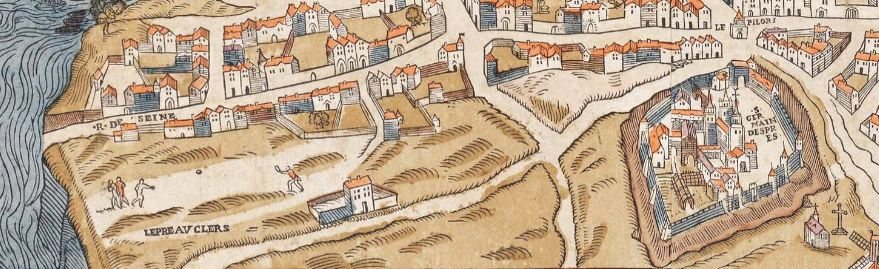
Le Pré-aux-Clercs sur le plan de Truschet et Hoyau (vers 1550).

Avant 1650, le Pré-aux-Clercs était la promenade favorite des écoliers ou clercs de la basoche et de bretteurs. C'est là qu'avaient lieu la plupart des duels et, à cette époque, on se battait souvent. Le 1er novembre 1589, Henri IV y fait camper ses troupes avant de les conduire à l'attaque du faubourg Saint-Germain.

### Après 1650: lotissement du lieu
Ce n'est que sous Louis XIII que des maisons y sont construites. La rue est ouverte en 1844 sur les terrains de l'ancien hôtel de Villeroy, situé au 9, rue de l'Université, sous le nom de « rue Neuve-de-l'Université », à cause du voisinage de la rue de l'Université.
Cette rue a été longtemps fermée aux deux extrémités par des grilles, parce que les propriétaires ne s'étaient pas conformés aux règlements. Ce n'est que depuis une ordonnance de police du 17 février 1847 qui en autorise l'ouverture au public, qu'elle est reconnue par la ville, et que ses grilles ont été supprimées. Elle est classée dans la voirie parisienne, sous son nom actuel par un décret du 23 mai 1877. 
Un panneau Histoire de Paris, à l'angle avec la rue Perronet, rend hommage à l'histoire du pré.

## Bâtiments remarquables et lieux de mémoire

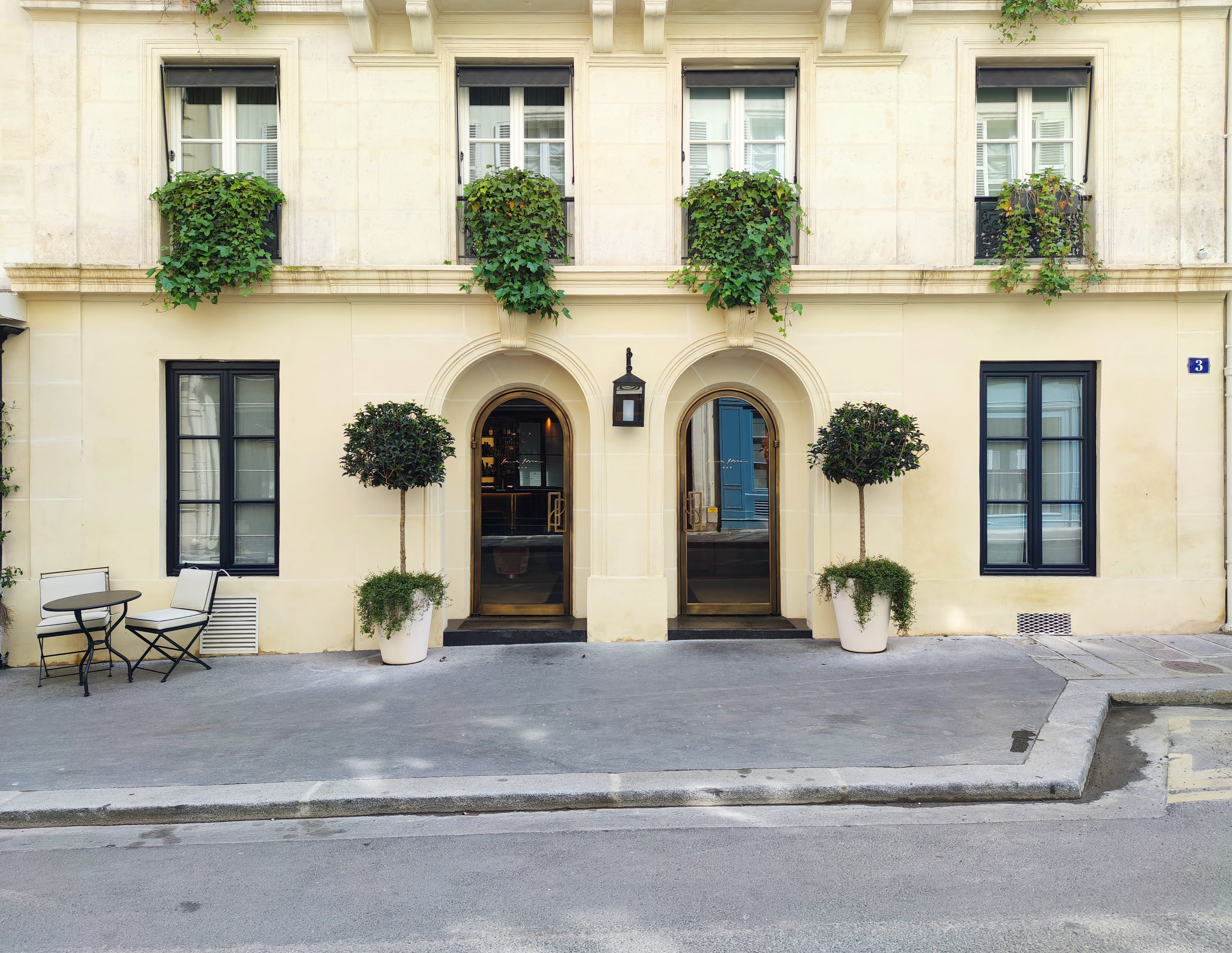
No 3 : entrée d’un hôtel.

- Dans les années 1950, Alain Delon et Brigitte Auber ont vécu ensemble dans cette rue[6].

## Dans la culture
- Le Pré aux clercs, un opéra-comique en trois actes de Ferdinand Hérold.